# 美國佔領多明尼加 (1916年—1924年)
美國佔領多明尼加共和國從1916年持續到1924年，這是美國對多明尼加的第一次佔領行動，也是20世紀美國軍隊在拉丁美洲進行的眾多干預行動之一。美國海軍少將威廉·班克斯·卡普頓 （William Banks Caperton）威脅用海軍轟炸多明尼加的首都聖多明各，迫使總統胡安·伊西德羅·希門尼斯·佩雷拉 （Juan Isidro Jimenes Pereyra）放棄權力及離開國家，美國海軍陸戰隊在胡安辭職後三天登陸，並在兩個月內有效控制了該國。

## 入侵經過
1916年5月5日，兩個連的美國海軍陸戰隊士乘坐USS Prairie在多明尼加的首都聖多明各登陸。他們的主要目標是保護當地的美國領事館及佔領聖杰羅尼莫堡。5月6日，另一艘軍艦USS Castine登陸多明尼加，為當地的海地大使館提供保護。當時海地正處於美國的佔領，因此海地大使館實際上也是由美國控制。美軍入侵的兩天后，總統胡安·伊西德羅·希門尼斯·佩雷拉被逼宣佈辭職。
卡珀頓海軍上將的部隊於1916年5月15日占領了首都聖多明各，約瑟夫·H·彭德爾頓上校（Joseph H. Pendleton）帶領海軍陸戰隊於6月1日占領了主要港口城市普拉塔港和蒙特克里斯蒂，並實施了海上封鎖。海軍陸戰隊在攻占蒙特克里斯蒂時沒有遇到太多的抵抗勢力，但在攻佔普拉塔港時遭遇到由德西德里奧·阿里亞斯 (Desiderio Arias)領導的反抗軍的強大火力反擊。在這戰中海軍陸戰隊數人傷亡，赫伯特·J·赫辛格上尉（Captain Herbert J. Hirshinger）成為在入侵中首位死亡的陸戰隊員。
在向內陸前進約二十四小時後，海軍陸戰隊遇上在這裡防守的多明尼加反抗軍，雙方展開激烈交火。多明尼加人利用地利優勢，在兩座山丘前挖了戰壕，擋住了通往聖地亞哥的道路。最終海軍陸戰隊以1人死亡及4人受傷的代價，佔領了反抗軍的陣地。多明尼加士兵撤退到第二座山上的戰壕。這次接觸令海軍陸戰隊明白到反抗軍的作戰思路，他們以火力上的巨大優勢及小部隊機動模式攻擊反抗軍，反抗軍節節敗退。
1916年7月1日，250名多明尼加革命者襲擊了美國海軍陸戰隊，造成27名多明尼加人死亡，而美國海軍陸戰隊下士喬治·弗拉維（George Fravee）傷重不治。
在瓜亞卡納斯戰役的兩天後，海軍陸戰隊於7月3日攻進反抗軍重要據點聖地牙哥。在這時反抗軍與美軍達成協議，反抗軍首領阿里亞斯被放遂離開多明尼加，避了進一步的死傷。美軍在他離開3天后佔領並控制了該國的其餘地區。11月29日，美國在多明尼加建立了一個軍政府。

## 佔領

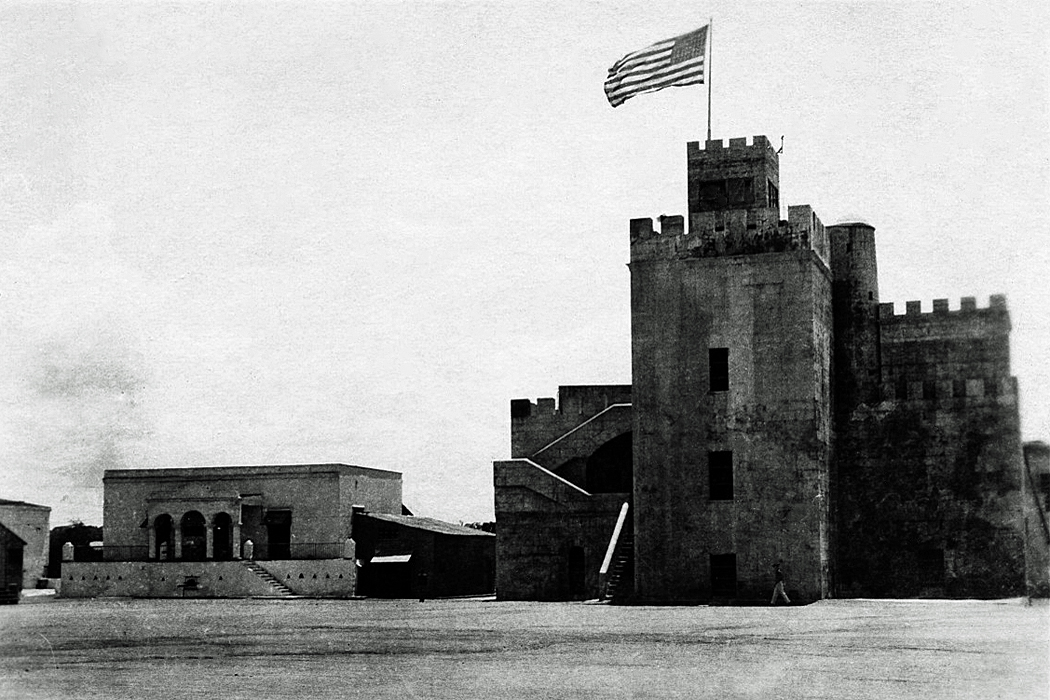
1922年，美國國旗在多明尼加的軍事堡壘上空飄揚。

海軍陸戰隊聲稱除東部地區外，多明尼加大部分地區己恢復秩序，但各地的抵抗活動仍然廣泛存在。不過，美國占領當局也成功使國家預算平衡及外債也逐漸減少。美國在佔領間成立了多明尼加警察衛隊，由美國海軍陸戰隊直接控制，借此剝奪了地方精英的權力，讓士兵更忠於中央政府。警察衛隊後來改稱為多明尼加國民警衛隊，他們經常迫害和折磨那些反對美國占領的人士。由於美國也佔領了海地，因此整個伊斯帕尼奧拉島都落入美國的控制之下。
與海地一樣，多明尼加共和國的財政由紐約國家城市銀行（花旗銀行）控制，美國企業因此大量收購多明尼加的土地來種植庶糖。然後，美國公司將迫使海地人遷移到多明尼加，在條件惡劣的甘蔗種植園裡工作。美國文化也影響了多明尼加人，一些當地的宗教因此被禁止。海軍陸戰隊也把美國本土的吉姆克勞法用到該國裡。
大多數多明尼加人對失去主權感到非常不滿，控制該國的外國人中只有很少會說西班牙語或者是真正關心國家。因此拉蒙·納特拉（Ramón Natera）將軍領導的反抗活動得到了民眾的大力支持，特別是在東部地區。他們在1917年到1921年活躍常與美軍展開游擊戰。後來美國國會調查發現，被捕的游擊隊員也遭到美軍的虐待。

## 撒出多明尼加
美國的非法佔領引起拉丁美洲各國的強烈不滿，在古巴的多明尼加移民展開了一場譴責美國占領的運動，許多拉丁美洲政府也提出抗議。美國參議院的調查認定美國政府的行為違反國際法、十四點和平原則及佔領軍虐待俘虜。
第一次世界大戰後，美國輿論開始反對占領行為。接替威爾遜的沃倫·蓋瑪利爾·哈定總統反對占領海地及多明尼加。1921年6月，有國會議員提出了一項名為哈丁計劃（Harding Plan）的撒出議案，要求多明尼加人接受軍政府的所有行為、批准250萬美元用於公共工程和其他費用的貸款、接受美國官員擔任該國警備力量及在美國監督下舉行選舉。民眾對該計劃的反應絕大多數是負面的。不過，溫和派的多明尼加領導人視該計劃為進一步談判的基礎，最終在1922年6月30日達成協議，允許選擇臨時總統執政，直到選舉可以舉行。
在美國高級專員薩姆納·威爾斯監督下，胡安·包蒂斯塔·比奇尼·布爾戈斯（Juan Bautista Vicini Burgos）於 1922年10月21日就任臨時總統。其後在1924年3月15日舉行正式總統大選，親美的霍拉西奧·巴斯克斯·拉哈拉（Horacio Vásquez Lajara）勝出大選，其政黨也贏得了國會兩院的多數席位。隨著他在7月13日就職，共和國的控制權回到了多明尼加人的手中。

## 後果
美國的佔領行為加劇多明尼加內部的不平等，而且由於新制度是以美國公司受益為目的，導致許多明尼加人陷入貧困。儘管美軍已撒出，但依然對多明尼加的關稅收入有着控制權。美國和多明尼加政府的代表於1924年12月27日在一次會議上簽署了一項條約，該條約賦予美國對該國關稅收入的控制權。1941年，該條約被正式廢除，這時多明尼加政府才終於可以控制自己國家的關稅收入。
美國對多明尼加的長期剝削引起人民的強烈反感，而且美國支持曾是多明尼加國民警衛隊的斐爾·特魯希略掌握權力。他統治多明尼加長達30年，被稱為特魯希略時期（La Era de Trujillo），也是多明尼加共和國最血腥的時代。

## 另見
- 香蕉戰爭
- 普拉塔港戰役
- 瓜亞卡納斯之戰
- 多米尼加共和國歷史
- 美國第二次佔領多明尼加（1965年至1966年）
- 美國參與的政權更迭